# Fergie
Fergie Duhamel (n. Stacy Ann Ferguson; n. 27 martie 1975, Whittier, California, SUA), cunoscută sub numele de scenă Fergie, este o cântăreață pop/R&B, compozitoare și actriță americană. A participat și la show-ul tv Kids Incorporated, devenind mai târziu membră a formației de fete Wild Orchid. În prezent este vocalista trupei hip hop/pop Black Eyed Peas, și artist solo, lansându-și albumul de debut The Dutchess în 2006. Acesta a produs 5 hituri de top 5 în Billboard Hot 100, trei dintre acestea ajungând #1, The Dutchess devenind astfel al șaptelea album al unei interprete de pe care sunt lansate 5 melodii de top 5.

## Biografie

### Începutul vieții
Fergie s-a născut în Hacienda Heights, California, fiica lui Terri Jackson (născută Gore) și a lui Patrick Ferguson. Are o soră, Dana, care este actriță. Părinții ei sunt romano-catolici, fiind de descendență irlandeză, scoțiană și mexicană. A fost crescută cu reguli romano-catolice stricte, fiind elevă la 'Glen A. Wilson High School' și 'Mesa Robles Middle school'. Se spune că era atât de hiperactivă, încât doctorii au vrut să-i administreze Ritalin. În timp ce studia la o școală de dans, mama ei i-a găsit un agent, Fergie împrumutându-și astfel vocea personajelor Lucy și Sally în desenele animate Peanuts. În tot acest timp a reușit să rămână o elevă de nota 10, devenind și campioană la concursurile de silabisit.

### Cariera de actriță
Fergie și-a început cariera de actriță încă din copilărie, apărând prima dată în emisiunea Kids Incorporated timp de câțiva ani, alături de Renee Sands, viitoare colegă de trupă din Wild Orchid. În emisiunea, Fergie și-a demonstrat talentele vocale, interpretând melodia lui Whitney Houston, One Moment In Time. Și-a împrumutat vocea personajului Sally Brown în două episoade speciale din Charlie Brown : It's Flashbeagle, Charlie Brown (1984), și Snoopy's Getting Married, Charlie Brown (1985).
În iulie 2003, Fergie a avut un rol episodic în serialul animat Rocket Power pe canalul Nickelodeon. În martie 2005, începuseră filmările la filmul cu buget mare, The Fog. Fergie trebuia sa interpreteze rolul lui Stevie Wayne, dar datorită unui conflict de ultimă oră, a trebuit să abandoneze proiectul, rolul revenindu-i Selmei Blair. Fergie s-a reîntors la actorie în 2006, jucând rolul Gloriei în filmul Poseidon. A mai apărut de asemenea în filmul Grindhouse (2007).

### Cariera de designer și model
Fergie a lansat două linii de genți pentru compania belgiană Kipling, una pentru toamna 2007 și alta pentru primăvara 2008.
Ca model, Fergie a lucrat cu firme celebre precum Candie's, Kipling și Peach John (în Japonia) printre altele, recent devenind imaginea companiei Calvin Klein.În anul 2010, Fergie lansează parfumul Outspoken by Fergie alături de revista Avon, urmând ca în anul 2011 să fie lansată cea de-a doua versiune numită Outspoken Intense by Fergie.

### Viața personală
Fergie este căsătorită cu actorul Josh Duhamel, care a jucat în reality show-ul Las Vegas. S-au întâlnit și și-au început relația în septembrie 2004 când ea și formația Black Eyed Peas au apărut în emisiunea lui Duhamel. Fergie și Duhamel au cumpărat o casă împreună în 2007.
În aprilie 2007 a dat un interviu în care a recunoscut că a început să petreacă, folosind și droguri de la vârsta de 18 ani având partide de sex cu alte persoane de sex feminin; „Am avut relații cu femei în trecut. Nu voi spune cu câți bărbați m-am culcat - dar sunt o persoană foarte sexuală”. În luna decembrie a aceluiași an când i s-a adresat întrebarea „Bisexualitatea și homosexualitatea sunt fie bătaia de joc, fie sunt criticate de unele grupuri. Te deranjează acest lucru?” aceasta a răspuns: „Nu, nu mă deranjează. Aceasta sunt eu”.
Fergie a fost votată pe locul 36 în topul Cele mai sexy femei din 2006 de revista Maxim în anul 2006 iar în 2007 pe 10.
Cântăreața a declarat în diferite interviuri că folosește hipnoterapia pentru a se relaxa atunci când este stresată.. Tot datorită hipnoterapiei a reușit să scape de dependența de droguri.

## Discografie

### Albume
| Anul | Albumul                                                                                             | Poziții în topuri | Poziții în topuri | Poziții în topuri | Poziții în topuri | Poziții în topuri | Poziții în topuri | Poziții în topuri | Poziții în topuri | Poziții în topuri | Poziții în topuri | Vânzări/Certificarea |
| Anul | Albumul                                                                                             | S.U.A.            | Regatul Unit      | Canada            | Brazilia          | Australia         | Noua Zeelandă     | Irlanda           | Germania          | Elveția           | Terra             | Vânzări/Certificarea |
| ---- | --------------------------------------------------------------------------------------------------- | ----------------- | ----------------- | ----------------- | ----------------- | ----------------- | ----------------- | ----------------- | ----------------- | ----------------- | ----------------- | --- |
| 2006 | The Dutchess - Primul album de studio - Lansat: 19 septembrie, 2006 - Formate: CD, download digital | 2                 | 18                | 4                 | 2                 | 1                 | 2                 | 9                 | 11                | 11                | 3                 | 3x Platină Australian Recording Industry Association\|ARIA: 3x Platină United World Chart: 6.266.000+ + - The Dutchess este în United World Chart de 91 de săptămâni. |

### Single-uri
| 2006 | "London Bridge"                        | The Dutchess | 1   | 1  | 3  | 4  | 16 | 16 | 1  | 1  | 3  | 3  | 2 | Platină    |
| 2006 | "Fergalicious" (împreună cu will.i.am) | The Dutchess | 2   | 1  | 4  | 62 | 23 | 24 | 5  | 1  | 38 | 23 | 4 | 2x Platină |
| 2007 | "Glamorous" (împreună cu Ludacris)     | The Dutchess | 1   | 1  | 2  | 6  | 25 | 12 | 9  | 36 | 3  | 16 | 4 | 2x Platină |
| 2007 | "Big Girls Don't Cry"                  | The Dutchess | 1   | 1  | 1  | 2  | 1  | 1  | 1  | 1  | 1  | 6  | 1 | 2x Platină |
| 2007 | "Clumsy"                               | The Dutchess | 5   | 2  | 3  | 62 | 22 | 4  | 4  | 2  | 17 | 50 | 5 | Platină    |
| 2008 | "Here I Come" (împreună cu will.i.am)¹ | The Dutchess | 122 | -  | 22 | -  | -  | -  | 39 | -  | -  | -  | - |            |
| 2008 | "Finally"                              | The Dutchess | 101 | 67 | -  | -  | -  | 61 | -  | -  | -  | -  | - |            |
| 2008 | "Labels or Love"                       | The Dutchess | -   | 89 | 15 | 56 | -  | 28 | -  | -  | 28 | -  | - | -          |

lansat doar în Australia și Noua Zeelandă¹

## Turnee
- Verizon VIP Tour (2007)

## Filmografie

### Film
| An   | Titlu                               | Rol               | Note |
| ---- | ----------------------------------- | ----------------- | ---- |
| 1986 | Monster in the Closet               | Lucy              |      |
| 1998 | Outside Ozona                       | Girl              |      |
| 2000 | The Gentleman Bandit                | Zeke's Girlfriend |      |
| 2005 | Be Cool                             | Ea însăși         |      |
| 2006 | Poseidon                            | Gloria            |      |
| 2007 | Planet Terror                       | Tammy Visan       |      |
| 2008 | Madagascar: Escape 2 Africa         | Hippo Girlfriend  | Voce |
| 2009 | Arthur and the Revenge of Maltazard | Replay            | Voce |
| 2009 | Nine                                | Saraghina         |      |
| 2010 | Marmaduke                           | Jezebel           | Voce |

### Televiziune
| An           | Titlu                                   | Rol               | Note                             |
| ------------ | --------------------------------------- | ----------------- | -------------------------------- |
| 1984         | It's Flashbeagle, Charlie Brown         | Sally Brown       | Voce                             |
| 1984–89      | Kids Incorporated                       | Stacy             |                                  |
| 1985         | Snoopy's Getting Married, Charlie Brown | Sally Brown       | Voce                             |
| 1985         | The Charlie Brown and Snoopy Show       | Sally Brown Patty | Voce                             |
| 1986         | Mr. Belvedere                           | Beth              | Episodul: "Valentine's Day"      |
| 1994         | Married... with Children                | Ann               | Episodul: "Nooner or Nothing"    |
| 1995         | California Dreams                       | Christy           | Episodul: "Tiffani's Gold"       |
| 1998–2001    | Great Pretenders                        | Ea însăși         | Gazdă                            |
| 2003         | Rocket Power                            | Shaffika          | Voce                             |
| 2006–present | Dick Clark's New Year's Rockin' Eve     | Ea însăși         | Gazdă                            |
| 2009         | The Cleveland Show                      | Jill              | Voce Episodul: "Pilot"           |
| 2010         | The Cleveland Show                      | Mrs. Richter      | Voce Episodul: "Buried Pleasure" |